# Hvar (Stadt)
Hvar [ˈxʋǎːr] (Im lokalen kroatischen Dialekt: Hvor oder For, Griechisch: Pharos, Lateinisch: Pharina, Italienisch Lesina) ist eine Stadt und ein Hafen auf der Insel Hvar in der Gespanschaft Split-Dalmatien, Kroatien. Die Stadt ist der Sitz der katholischen Diözese Hvar. Im Jahr 2011 betrug die Einwohnerzahl der Gesamtgemeinde Hvar 4251 Personen und der Stadt selbst 3771. Damit ist sie die größte Stadt der Insel. Sie liegt in einer Bucht auf der Südseite der Insel, gegenüber den Städten Stari Grad und Jelsa. Zur Stadt Hvar gehören ebenfalls die Teilorte Brusje, Jagodna, Malo Grablje, Milna, Sveta Nedjelja, Velo Grablje und Zaraće.

## Geographie

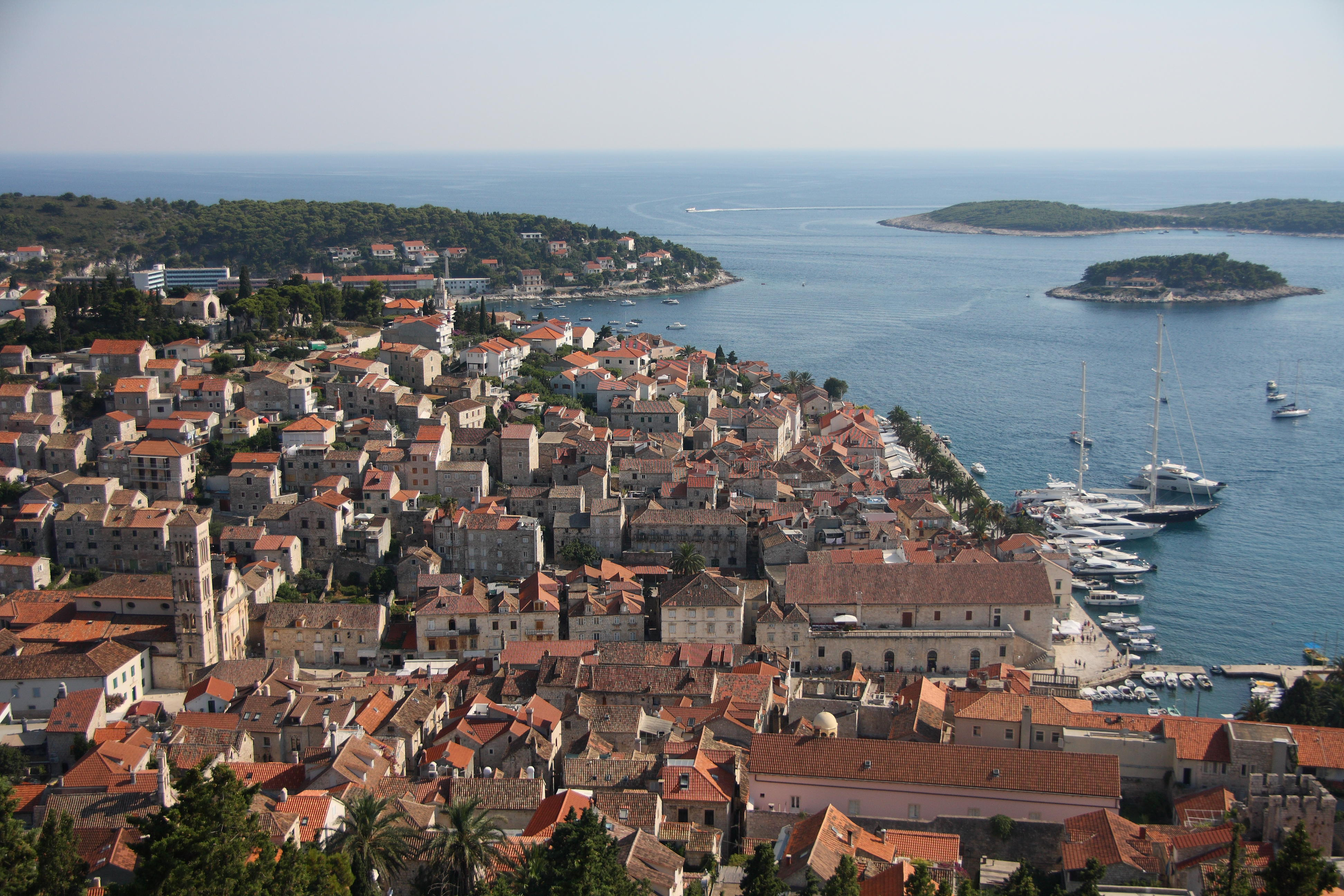
Stadtzentrum mit Hafenkai und den Hölleninseln Gališnik und Jerolim

Die Stadt liegt in einer kleinen Bucht an der Südküste in Nähe des westlichen Endes der Insel Hvar. Sie ist von karstigem Hügelland umgeben, das sich steil aus der Adria erhebt. Dem Hafen von Hvar vorgelagert sind die Hölleninseln (Pakleni Otoci).
Da der Boden überwiegend aus Kalkstein und Dolomit besteht, ist das Grundwasser rar. Wo die Bodenbeschaffenheit es zulässt, werden Oliven, Wein, Lavendel und Rosmarin landwirtschaftlich angebaut.
Die Bergkette, die sich über die Länge der gesamten Insel hinzieht, bildet eine natürliche Barriere zwischen den Siedlungen an der Nordküste und der Südküste. Durch den Bau eines Straßentunnels im Jahre 2000 wurde die Verbindung zum Fährhafen Stari Grad wesentlich verkürzt.

## Stadtgliederung
Die Stadt Hvar wird in acht Ortsteile gegliedert:
| Ortsteil       | Bevölkerung 2001 | Bevölkerung 2011 |
| -------------- | ---------------- | ---------------- |
| Brusje         | 216              | 194              |
| Hvar           | 3772             | 3771             |
| Jagodna        |                  | 30               |
| Malo Grablje   | 0                | 0                |
| Milna          | 91               | 104              |
| Sveta Nedjelja | 157              | 131              |
| Velo Grablje   | 21               | 7                |
| Zaraće         | 1                | 14               |
| Stadt Hvar     | 4258             | 4251             |

## Klima
Typisch für die südliche Adria herrscht in Hvar Mittelmeerklima mit mild-feuchten Wintern und trocken-heißen Sommern vor. In den Wintermonaten beträgt die durchschnittliche Tagestemperatur 12 bis 13 °C, im Sommer steigt sie auf 28 bis 29 °C. Nachts fallen die Werte auf 5 bis 7 °C im Winter und 20 bis 21 °C im Sommer. Während der Sommermonate bringt ein stetiger Westwind während des Tages Abkühlung. Regen ist im Frühjahr und Sommer selten, doch reichlich im Herbst und Winter. Schneefall ist extrem selten (durchschnittlich einmal in 10 Jahren). Die Wassertemperatur beträgt von Juni bis Oktober im Durchschnitt 20 °C, aber auch Temperaturen bis 27 °C sind nicht ungewöhnlich.

## Geschichte

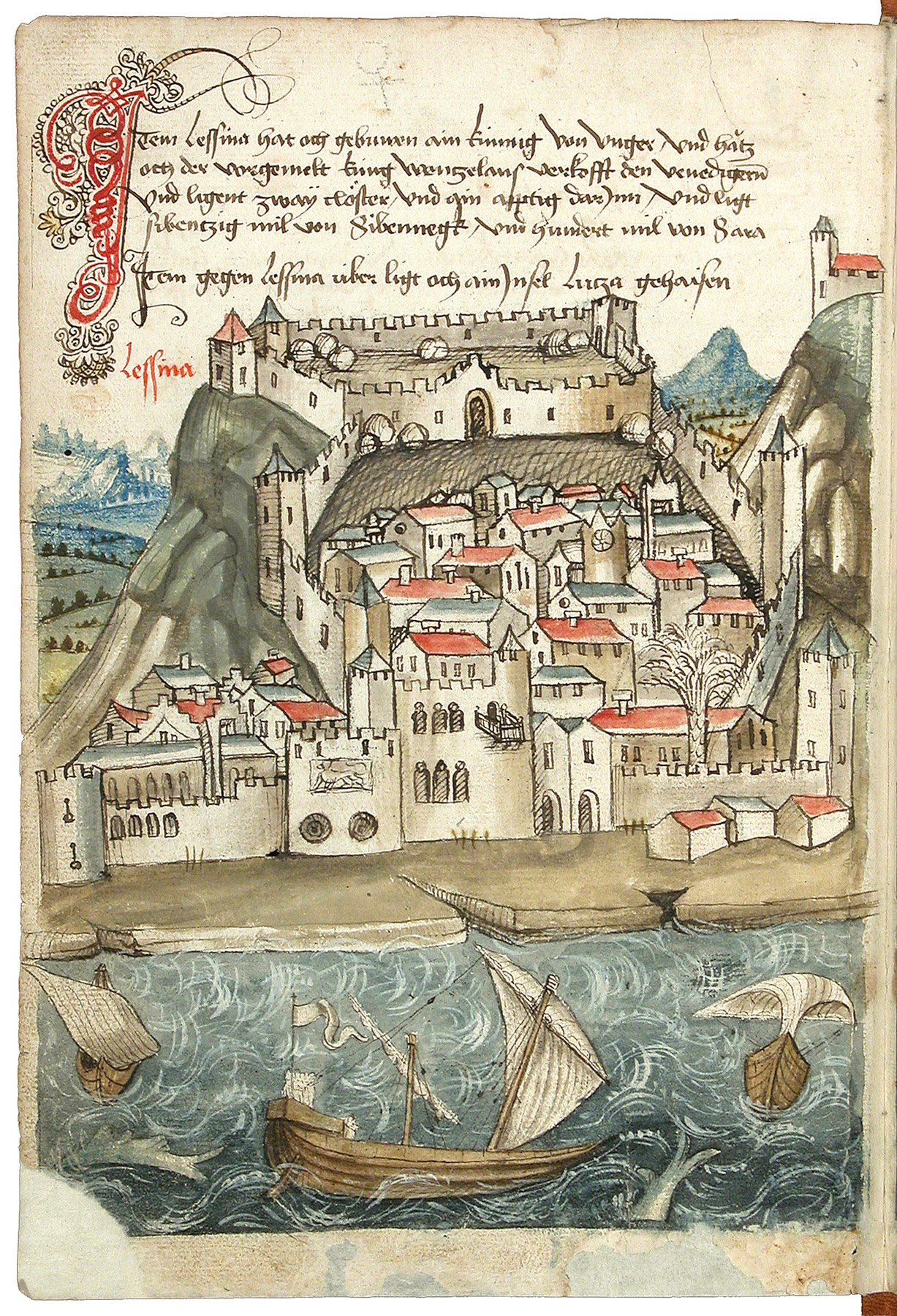
Abbildung von Hvar aus der Schilderung einer Pilgerreise von Konstanz nach Jerusalem von Conrad Grünenberg, 1487

Bedingt durch die nautisch günstige Lage des Hvarer Hafens, befand sich die Stadt von alters her im Interessensbereich verschiedener Mächte. Bereits aus dem 1. vorchristlichen Jahrtausend ist eine illyrische Siedlung nachgewiesen, die sich nördlich des heutigen Stadtplatzes am Bergkamm entlang zog. Im 4. Jahrhundert v. Chr. gründeten Syrakuser Griechen hier eine Siedlung.
Vom 2. bis 4. Jahrhundert bestand an der Bucht, die später zum Stadtplatz aufgeschüttet wurde, eine kleine römische Siedlung mit Hafen. Im 6. und 7. Jahrhundert war Hvar (Lisina) ein bedeutender militärischer Anlaufhafen mit Stadt und Festung im Gebiet des venezianischen Dalmatien. Doch zwischen dem 8. und dem 13. Jahrhundert verödete Hvar (Lesna) wieder und es gab nur noch eine Benediktinerinnenabtei der Hl. Maria. Ab dem 11. Jahrhundert gehörte Hvar zum kroatischen Staat.
Von 1278 bis 1797 stand Hvar unter venezianischer Herrschaft und erlebte seine bedeutendste Zeit. Das Bistum Hvar umfasste die Inseln Hvar, Brač und Vis. 1420 begann der Ausbau der Stadtbefestigung und Hvar wurde an Stelle von Pharos zur Hauptstadt der Insel. Sie wurde zum wichtigsten Adriahafen und Transitzentrum. Die Stadt erlebte eine kulturelle Blüte und erhielt ihre heutige urbane Gestalt. Zahlreiche Dichter, Dramatiker, Historiker und Theologen lebten und schrieben in Hvar und 1612 wurde im neu erbauten Arsenal das erste Volkstheater eröffnet.
Hvar war durch die Jahrhunderte hinweg Schauplatz von Auseinandersetzungen der Mittelschicht mit dem Adel. Ihren Höhepunkt erreichten diese zwischen 1510 und 1514, als zahlreiche adlige Familien über Jahre aus der Stadt vertrieben wurden. Durch venezianische Intervention wurden die Unruhen stets erstickt und erst Fürst Pietro Semitecolo gelang es ab 1611 einen dauerhaften Frieden zu stiften.
Von 1797 an kam die Insel und Stadt unter die Herrschaft des Hauses Habsburg, um nach den Napoleonischen Kriegen von 1813 bis 1918 wieder dem Kaisertum Österreich bzw. Österreich-Ungarn zugeschlagen zu werden. Nach dem Ersten Weltkrieg war Hvar kurze Zeit unter italienischer Herrschaft, danach gehörte die Stadt von 1921 bis 1941 zum Königreich Jugoslawien. Ab dem Ende des Zweiten Weltkrieges war es Teil der Föderativen Volksrepublik Jugoslawien und seit 1991 ist es Teil der Republik Kroatien.

## Wirtschaft
Beruhte in früheren Jahrhunderten der wirtschaftliche Erfolg Hvars v. a. auf seiner Position als günstig gelegenem Hafen in der Adria, so änderte sich dies im Jahre 1866, als der österreichische Arzt Franz Unger die Insel besuchte und einen heilsamen Einfluss des Klimas auf Lungenkranke feststellte. Zwei Jahre später wurde vom damaligen Bischof Juraj Duboković und anderen angesehenen Bürgern die Hygienische Gesellschaft Hvar zur Förderung des Gesundheitstourismus gegründet. Ähnliche Initiativen kamen zu dieser Zeit in Europa erst langsam auf. Aus diesen Anfängen entwickelte sich in den nächsten 140 Jahren der Tourismus als wichtigstem Wirtschaftszweig und ein mondäner Urlaubsort entstand. Anfang des 21. Jahrhunderts konnte die Stadt Hvar über eine halbe Million Übernachtungen jährlich verbuchen. Beliebt ist Hvar auch bei den Anhängern der Freikörperkultur, da bereits seit den 1920er Jahren die Insel Jerolim und die Bucht Stipanska für diese reserviert sind.
Aloe-Spitze aus Hvar ist in der UNESCO-Liste des immateriellen Kulturerbes der Menschheit verzeichnet.

## Sehenswürdigkeiten

### Festungsanlagen
- Festung Španjola oder Fortica

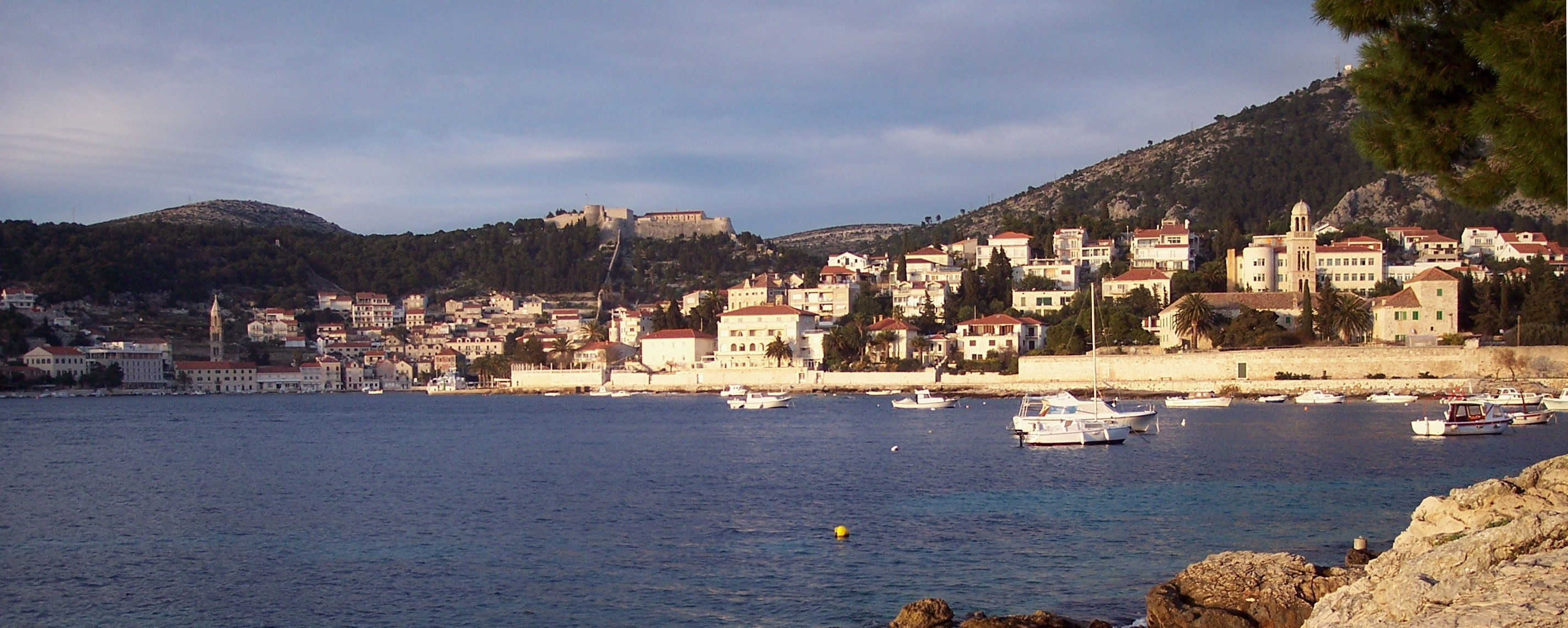
Stadt und Festung aus Süden gesehen

Nachgewiesen sind auf dem Berg nördlich der Stadt illyrische Verteidigungsanlagen aus der ersten Hälfte des ersten Jahrtausends v. Chr. und eine spätantike byzantinische Befestigung. Byzantinische Spuren, wahrscheinlich aus der Regierungszeit Kaiser Justinians, sind noch an der südlichen Ummauerung erkennbar.
Der Bau der Festungsanlage, wie sie heute zu sehen ist, wurde 1282 unter venezianischer Regierung begonnen. Die Mittel für den Bau brachten der Stadt weitgehend die Einnahmen aus dem Salzhandel. Erst 1551 war der Bau fertiggestellt, wie die Jahreszahl mit dem venezianischen Staatswappen und dem Stadtwappen über dem südlichen Haupttor bezeugt. Den Namen Španjola (Spanische Festung) verdankt sie vermutlich dem Umstand, dass im 14. Jahrhundert auch spanische Armeeingenieure am Bau beteiligt waren. Das komplizierte architektonische Schema, wie es noch heute zu erkennen ist, war durch das schwierige Gelände bedingt. Ursprünglich gab es vier Rundtürme, Gebäude zur Aufbewahrung von Schießpulver, Zisternen, ein Gefängnis, eine kleine Johannes dem Täufer geweihte Kapelle u. a. Als die Türken am 19. August 1571 die Stadt überfielen, plünderten und brandschatzten, gelang es fast allen Hvarern, sich in die Festung zu flüchten und zu entkommen. Doch bereits am 1. Oktober 1579 schlug der Blitz in das Gebäude, in dem das Schießpulver aufbewahrt wurde, ein und eine Explosion und schwere Schäden an der Festung und eine erneute teilweise Zerstörung der Stadt waren die Folge.
Bis in die zweite Hälfte des 19. Jahrhunderts wurde die Anlage immer wieder ausgebaut und ausgebessert. Unter österreichischer Herrschaft diente die Festung als Kaserne. Als die Stadt Hvar ihre militärische Bedeutung verlor, wurde die Španjola aufgegeben und verwahrloste. Erst 1971 wurden umfangreiche Maßnahmen zum Erhalt der Anlage durchgeführt.
- Festung Napoleon

Auf dem Berg, der sich östlich der Festung Španjola bis auf 228 m. ü. NN erhebt, steht seit dem Mittelalter eine Kapelle, die dem Hl. Nikolaus als Schutzpatron der Seefahrer geweiht ist. Hier wurde 1811 unter Napoleonischer Besatzung eine kleine Festungsanlage als idealer Beobachtungsposten über das Meer errichtet. Diese Festung trägt bis heute den Namen Napoleon und beherbergt nun ein Observatorium der geodätischen Fakultät der Universität Zagreb.
- Festung Baterija

Unter französischer Herrschaft wurde 1811 auf dem Križni rat (Kreuzkap) eine kleine Festungsanlage zur Sicherung des Hvarer Hafens von südöstlicher Seite erbaut. Unter österreichischer Herrschaft erhielt die Anlage zur Erinnerung an den 1810 hingerichteten Tiroler Freiheitskämpfer den Namen Baterija Andreas Hofer, heute nur noch Baterija genannt. Die Anlage ist weitgehend eine Ruine.
- Festung Veneranda

Die Westseite des Hafens von Hvar wird vom Berg Sveta Katarina (Heilige Katharina) beherrscht. Bis 1807 bestand an dieser Stelle ein Kloster, das der Heiligen Veneranda geweiht war. Ebenfalls 1811 wurde die Anlage zu einer Festung ausgebaut. Heute dient das Gelände kulturellen Veranstaltungen.
- Insel Gališnik

Die in der Mitte der Einfahrt des Hafens gelegene Insel erhielt 1831 eine Festungsanlage. Doch nach der Seeschlacht von Lissa bei der heutigen Insel Vis im Jahre 1866 wurde die Anlage verlassen.

Festungsanlagen
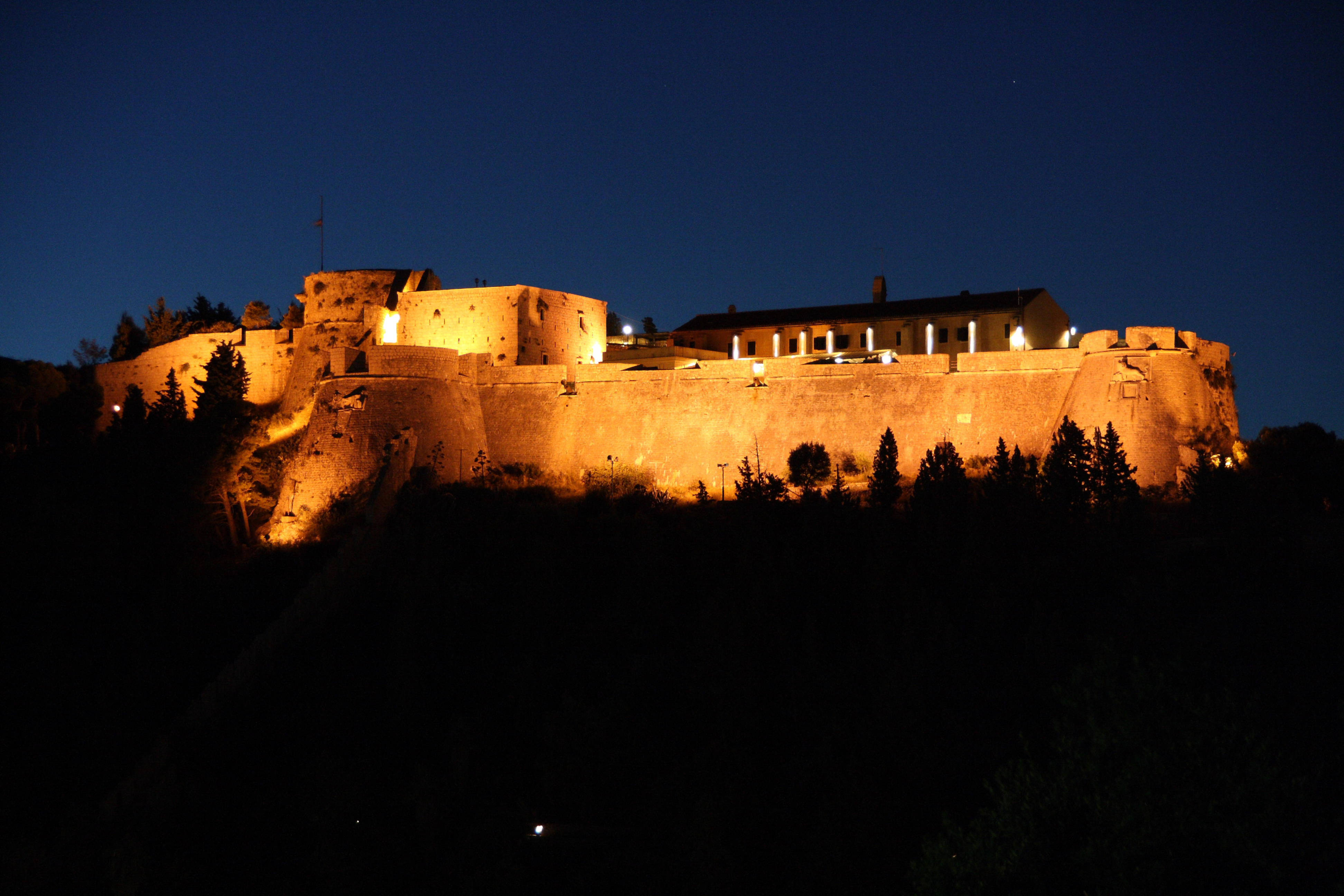
Die Festung Španjola bei Nacht
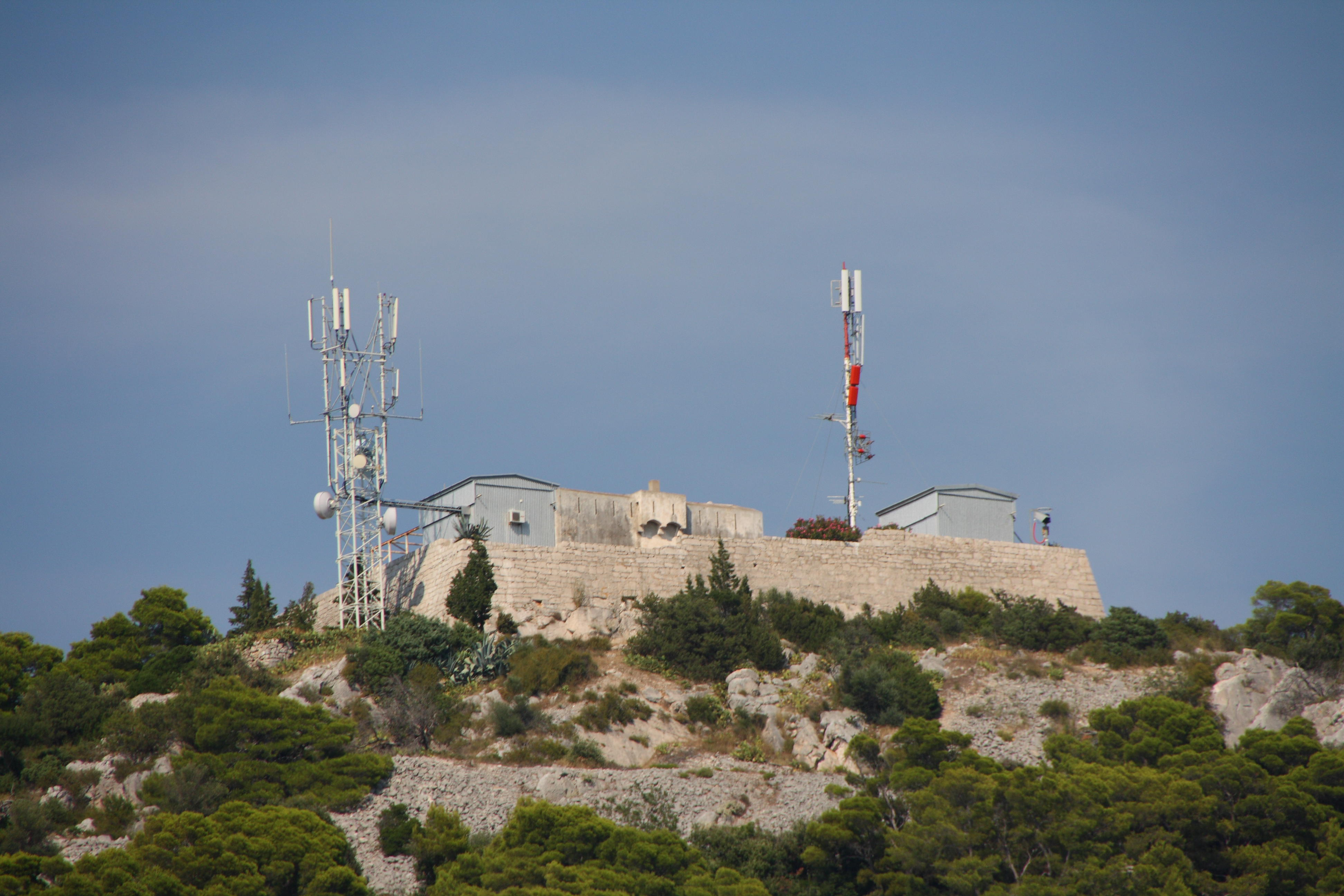
Die Festung Napoleon mit dem Observatorium
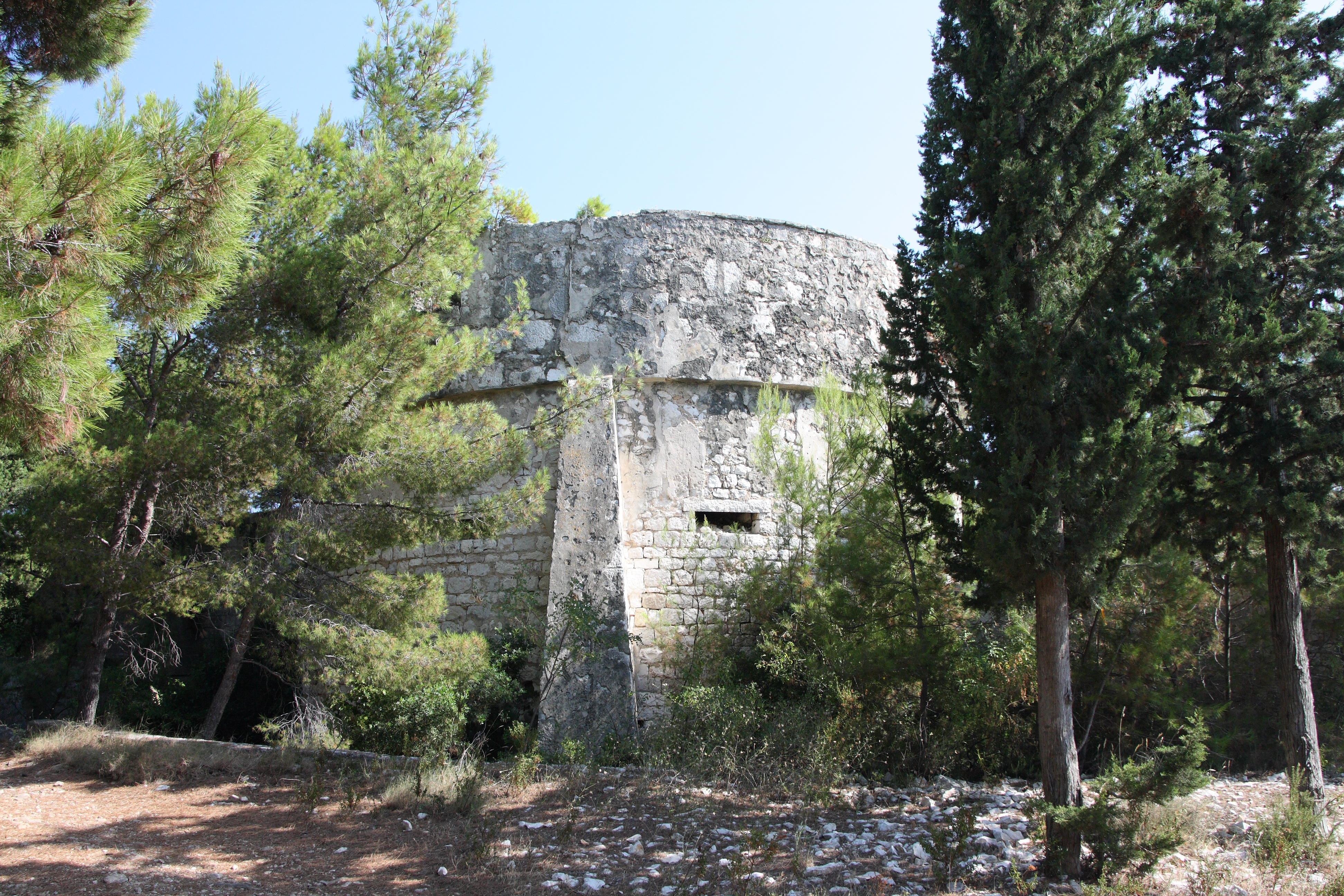
Reste der Baterija Andreas Hofer

### Die Stadt
- Der Stadtplatz Pjaca

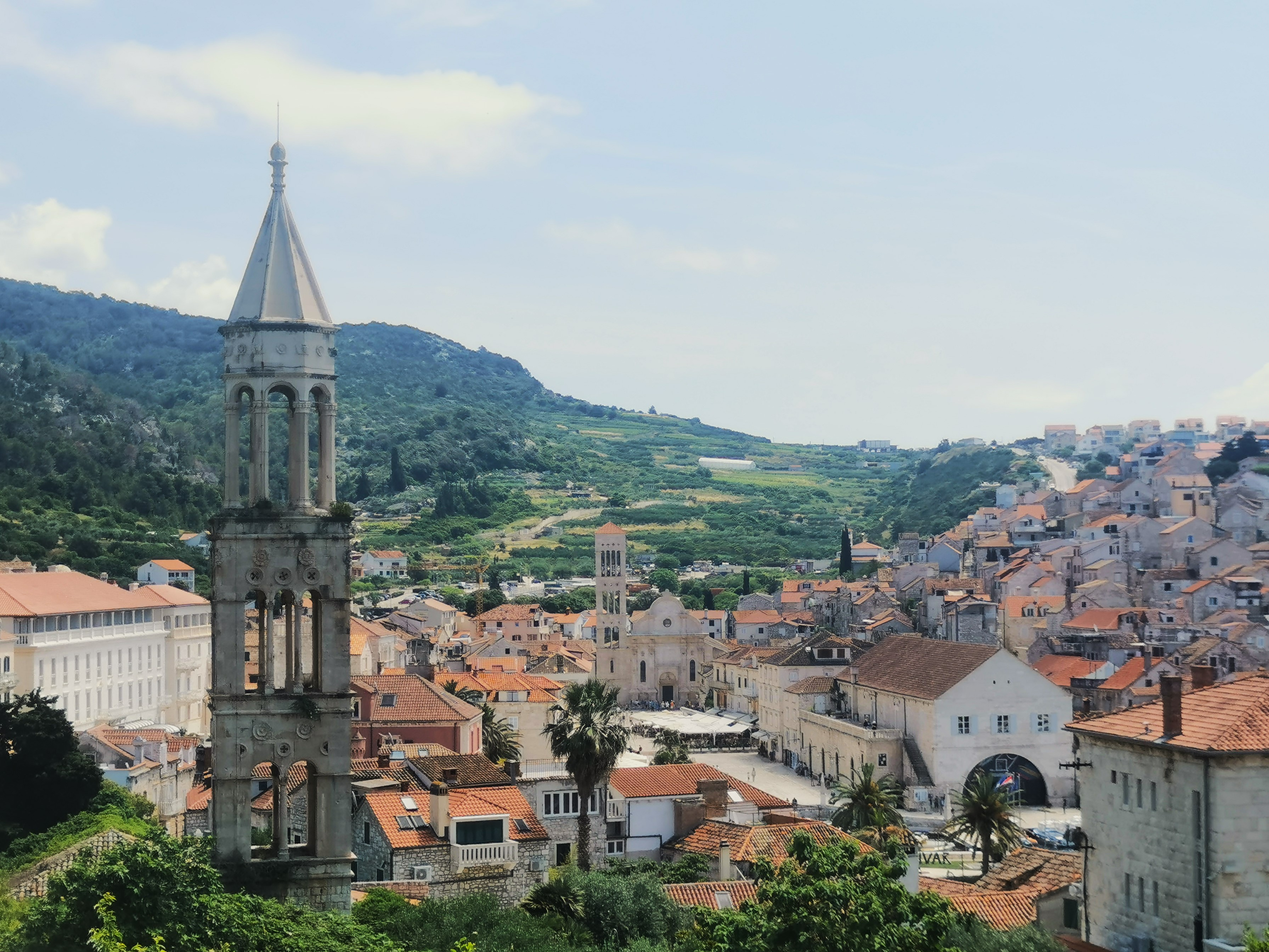
Die Pjaca mit der Kathedrale Sv. Stjepan (mittig), rechts das Arsenal mit Theater, links im Vordergrund der Turm der Kirchenruine Sv. Marko

Die Pjaca ist das Zentrum von Hvar und wurde im Jahr 1449 gestaltet. Der zur Seeseite offene Platz wird von den wichtigsten Gebäuden der Stadt umsäumt. Auf der Pjaca, die 1780 gepflastert wurde, befindet sich ein Brunnen und eine steinerne Säule, die 1446 errichtet wurde.
- Die Loggia

Ein erster Palast wurde bereits 1289 erwähnt, doch unter venezianischer Herrschaft wurde er an der Nordseite des Stadtplatzes im 15. Jahrhundert im typischen Renaissance-Stil neu erbaut. Die Loggia wird dem Veroneser Architekten Michele Sanmicheli und Meistern aus Korčula zugeschrieben. Sie war ursprünglich Gemeindepalast und diente als Gerichtsgebäude. 1870 wurde sie in ein Kaffeehaus für die vornehme Gesellschaft umgewandelt
- Das Arsenal mit dem Theater

Das 1579 direkt an der Mole auf der Südseite des Stadtplatzes an Stelle eines älteren Bauwerkes erbaute Arsenal war ursprünglich eine für damalige Verhältnisse riesige Werfthalle. Eine komplette Kriegsgaleere konnte in ihr Platz finden. Im ersten Stock wurde unter Fürst Pietro Semitecolo 1612 das erste öffentliche Theater auf dem Balkan eröffnet. Auf der Nordseite des Arsenals diente eine Terrasse, die sogenannte Belvedere, dem Theater. Der Innenraum des Theaters ist nach italienischem Vorbild ausgestattet. Kroatien hat eine reiche Theatertradition, die sich in Vorführungen während der Karnevalszeit auf den städtischen Plätzen, den Kirchen und dem Fürstenpalast zeigte. Nach jahrhundertealten Auseinandersetzungen zwischen dem Mittelstand und dem Adel gelang es Fürst Semitecolo, Frieden zwischen den Streitenden zu stiften. Der Eintritt in das Theater war dem Volk und den Grundbesitzern gleichermaßen gestattet und so wurden über der Eingangstür die Worte "anno secvndo pacis MDCXII" (Im zweiten Jahr des Friedens) eingemeißelt. Autoren des Theaters waren Mikša Pelegrinović, Hanibal Lucić, Petar Hektorović, Martin Benetović, Marin Gazarović und andere. Das Theater bestand bis in das Jahr 1796 (ein Jahr vor dem Niedergang Venedigs). Danach wurde es geschlossen und das Gebäude diente als Kaserne. 1803 wurde das Theater wieder eröffnet und im Jahre 1900 wurde es restauriert.
- Der Bischofshof

Der Bischofshof wurde im Jahre 1249 unter Bischof Nikolaus erbaut. In ihm residierten von da an bis heute die Hvarer Bischöfe. Im Jahre 1571 von den Türken während eines Angriffes zerstört, wurde er von Bischof Cedulim Ende des 16. Jahrhunderts neu erbaut.
- Der Kai (Molo)

Der Hafenkai, der 1455 gebaut wurde, besteht hauptsächlich aus Marmor. Jeder damalige Stadtbewohner (gleich welchen Standes) musste einen Tag bei seinem Bau mithelfen. Seine Ostseite trug in früheren Zeiten den Namen Molo Vivaldi. Zuletzt wurde der Kai 1795 erneuert.
- Der Mandrač

Der Mandrač aus dem 15. Jahrhundert ist der sichere Bereich des Hafens. Er ist von einer Steinmauer umgeben und diente den Schiffen zum Schutz bei Unwettern
- Die Brunnen

Bemerkenswert in Hvar sind die zahlreichen Brunnen, deren Erbauung teilweise bis in das 15. Jahrhundert datiert.

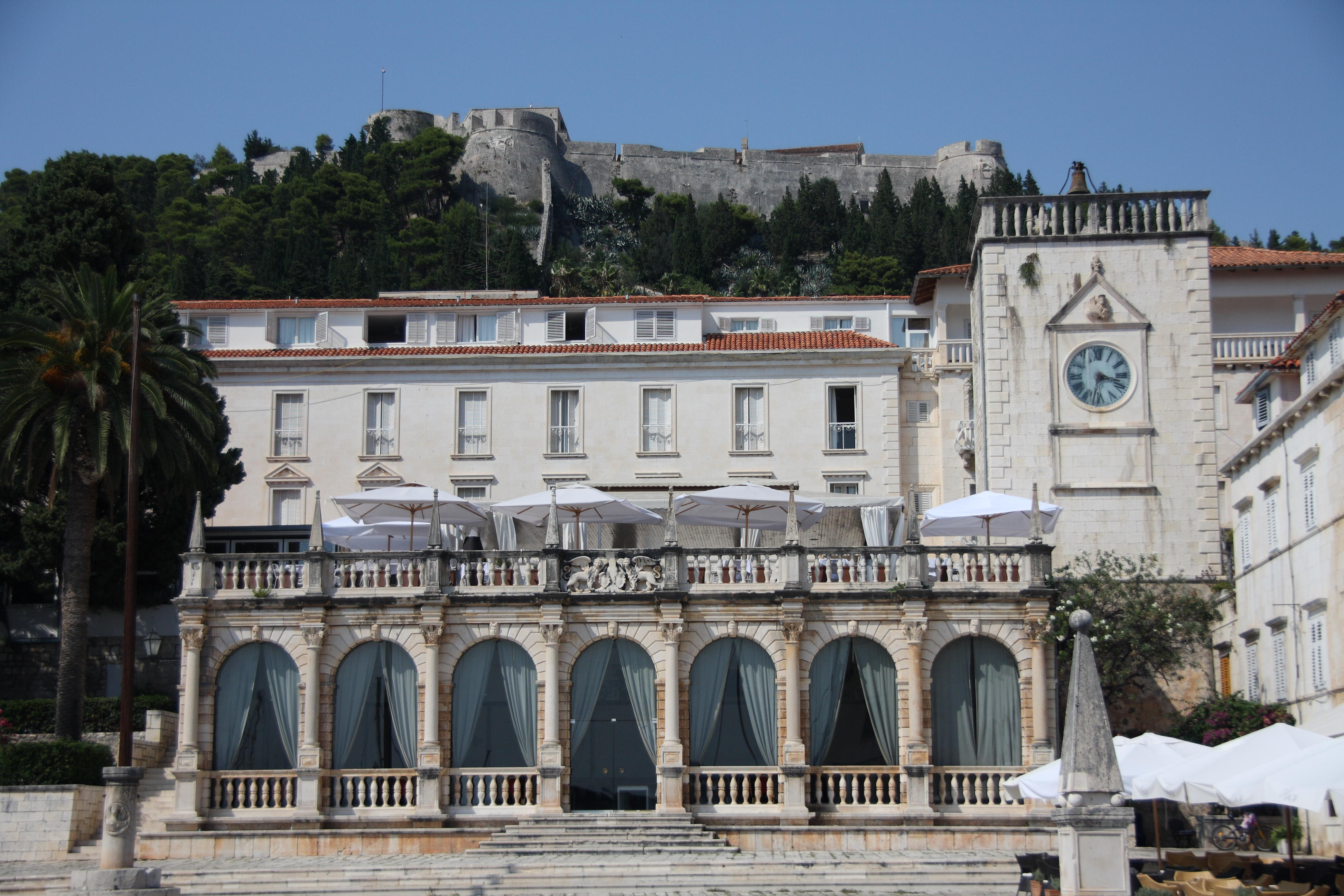
Die Loggia mit dem Glockenturm; im Hintergrund die Festung Spanjola
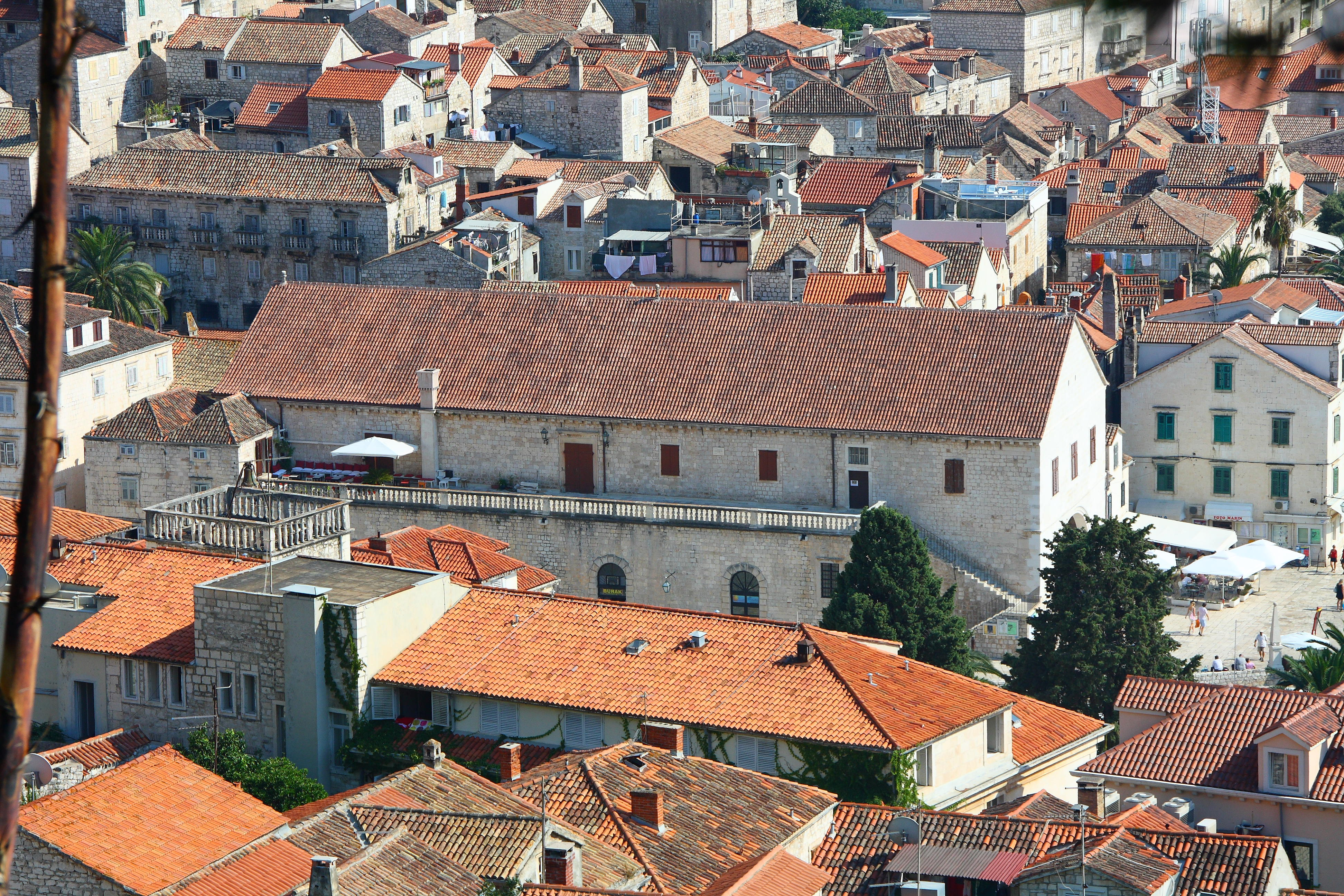
Das Theater mit der Belvedere
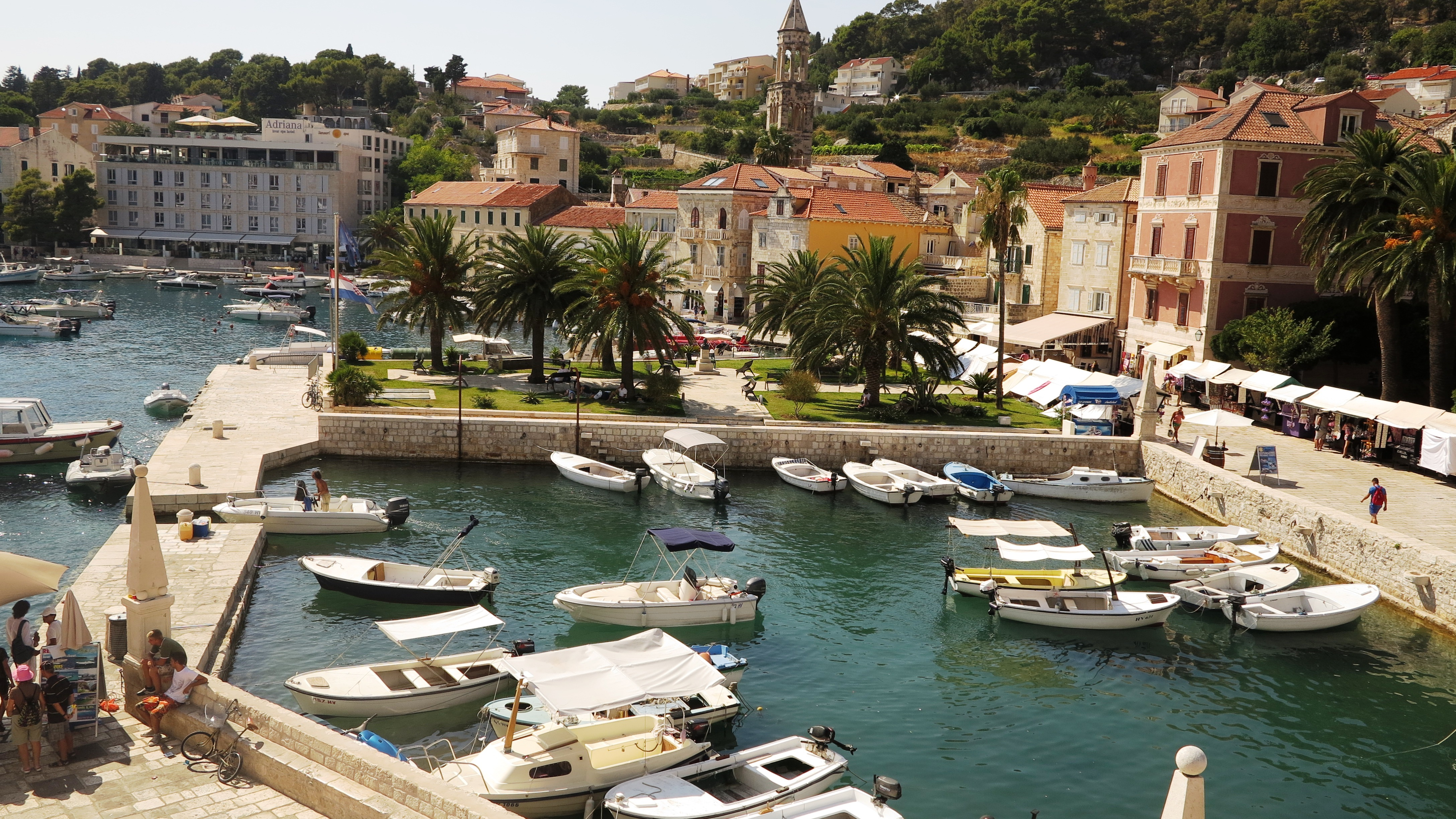
Der Mandrač
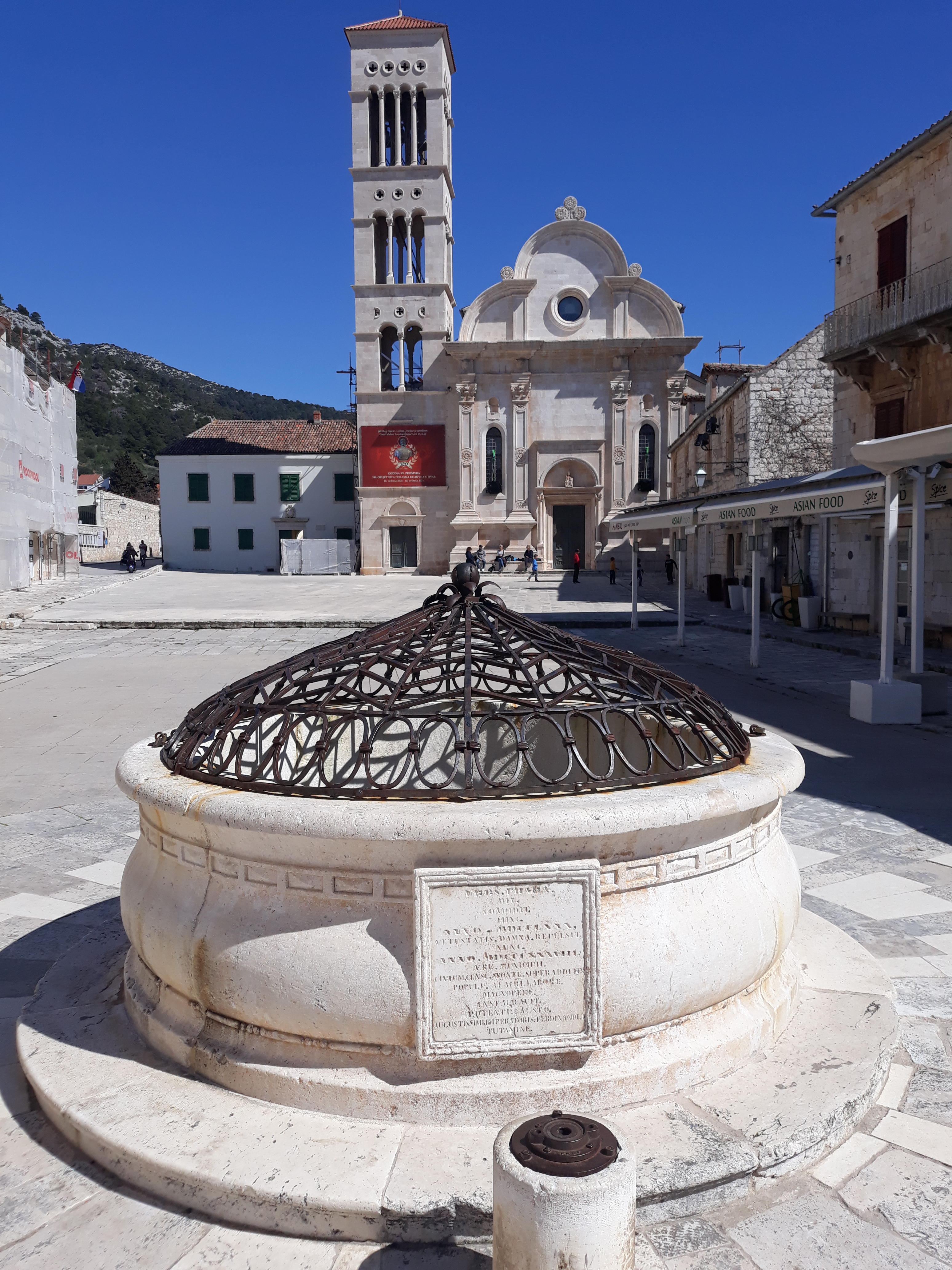
Brunnen auf der Pjaca

## Kirchen und Klöster
- Kathedrale Sv. Stjepan

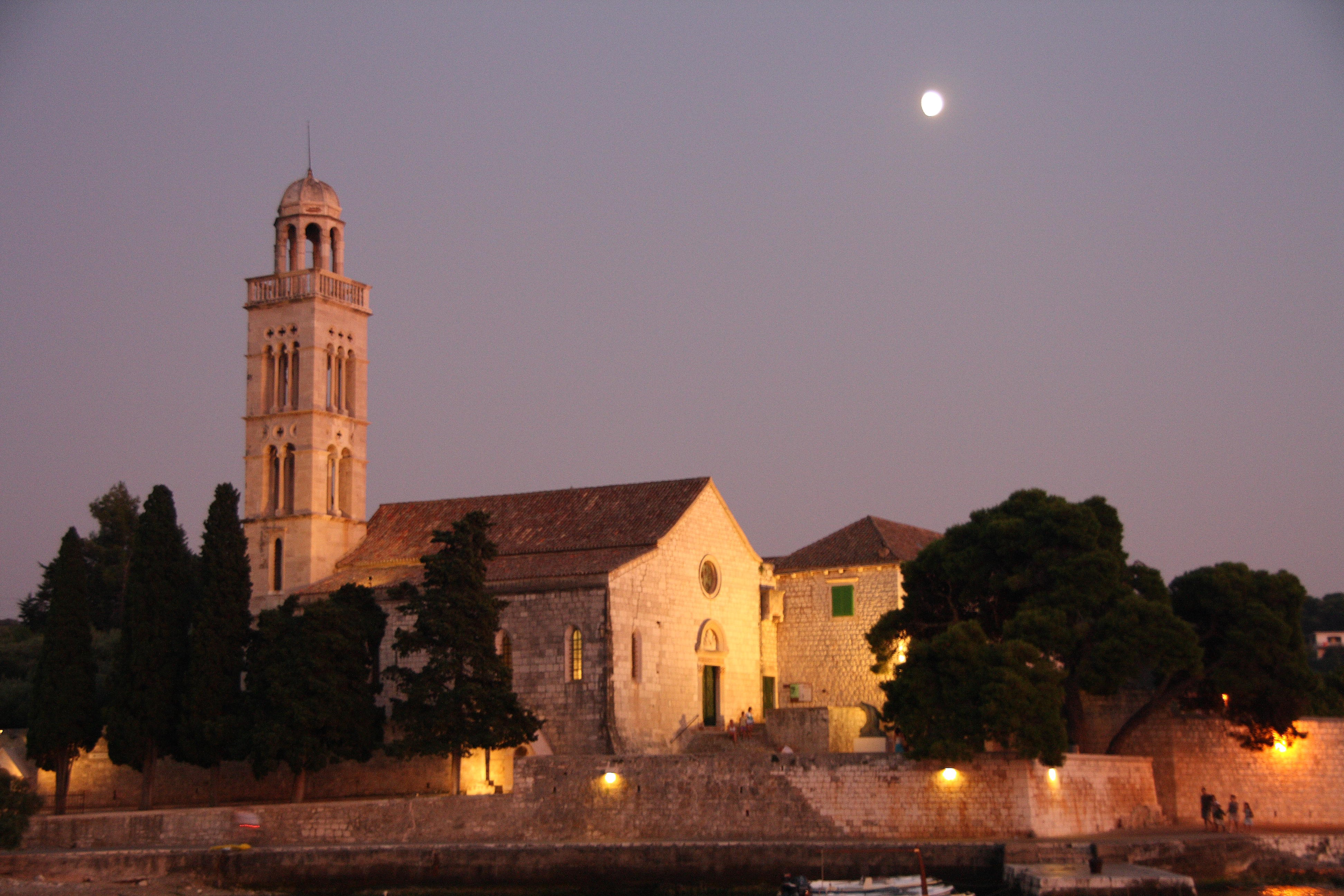
Das Franziskanerkloster

Die dem Heiligen Stephan I. geweihte Kathedrale beherrscht den Stadtplatz von Hvar. Sie stellt eine Verbindung von Renaissance und Barock dar. Ursprünglich auf die zweite Hälfte des 13. Jahrhunderts, die Zeit der Verlegung des Diözesansitzes von Stari Grad nach Hvar, zurückgehend, wurde sie im 16. Jahrhundert auf den Grundmauern eines früheren Benediktinerklosters erbaut. Der Glockenturm aus dem 17. Jahrhundert stammt von einheimischen Meistern. Das Innere birgt u. a. die Madonna mit Heiligen von Jacopo Palma dem Jüngeren und eine Pietà von Juan Boschetus.
- Kirche Sv. Marko

Die Kirche des Heiligen Markus wurde erstmals 1326 erwähnt. In ihr befinden sich zahlreiche Grabstätten des Adels. 1808 wurde sie aufgegeben. Heute ist sie eine Ruine und dient als Raum für kulturelle Veranstaltungen.
- Franziskanerkloster

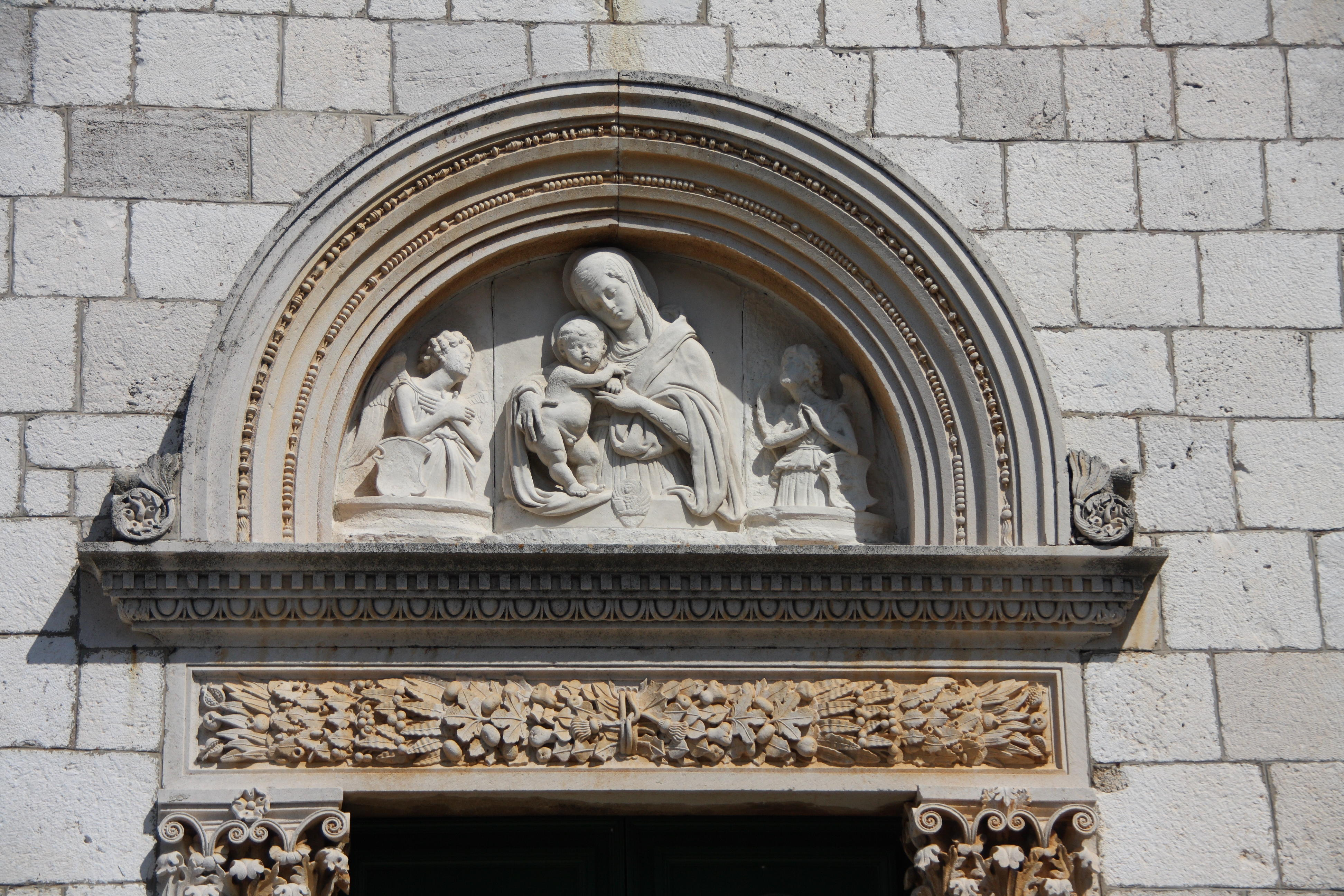
Relief von Niccolo Fiorentino über dem Portal der Kirche des Franziskanerklosters

Das Franziskanerkloster auf der Halbinsel Sridnji rat stammt aus dem 15. Jahrhundert. Die der Madonna der Gnade geweihte Kirche wurde mit den Spenden der Schiffseigner erbaut, die sich im Hafen befanden, als der damalige Kommandant der venezianischen Marine an der Adria, Pietro Soranzo 1465 einen Schiffbruch überlebte. Die venezianische Regierung nahm die Kirche unter ihren Schutz und sie wurde die Kirche der Matrosen. Das Portal der Kirche ist ein Werk von Niccolo Fiorentino. Im Kloster befindet sich das wertvollste Gemälde Hvars, Das letzte Abendmahl des venezianischen Künstlers Matej Ponzoni-Pončun aus dem 17. Jahrhundert. Vor dem Hauptaltar befindet sich das Grab von Hanibal Lucić.
- Benediktinerkloster

Kirche und Kloster wurden im 17. Jahrhundert neben der Sommerresidenz von Hanibal Lucić aus dem Jahr 1530 erbaut. Heute ist es eine Ruine und die Residenz beherbergt ein Museum zu Ehren des Dichters.

## Kulturelle Veranstaltungen
Jährlich stattfindende Veranstaltungen in Hvar sind:
- Die Kreuzprozession, ein katholischer Osterbrauch. Sie findet seit ca. 500 Jahren immer am Abend des Gründonnerstag statt.
- Das Stadtfest, das jeweils am 2. August am Geburtstag des Stadtheiligen Stephan gefeiert wird.